# Feyzulla Mirza Govanli Kadjar
Feyzulla Mirza Govanli-Kadjar (15 décembre 1872 - 1920) est un prince iranien, soldat de l'armée du tsar et de l'armée de la République démocratique d'Azerbaïdjan, général de brigade, héritier de la dynastie Kadjar.

## Commencement de la carrière militaire
Le Prince Mirza Feyzulla Gajar est né le 15 décembre 1872 à Chucha (Azerbaïdjan). Il était le fils unique de Shafi Khan (Kadjar) (1853-1909), le seul candidat au trône d'Iran.
Il a reçu son éducation générale dans le Corps d’audition de Tiflis. Il a commencé son service militaire le 30 août 1891 à l'école professionnelle de cavalerie Nikolaïevsk. Après avoir été diplômé de l'école professionnelle, le 7 août 1893 il fut envoyé au 43e Régiment de dragons de Tver au grade de Cornette.
Le 15 mars 1899 il reçoit le grade de lieutenant. Le 20 novembre 1901, il est nommé chef du commandant du régiment des forces armées. Le 15 mars 1903, il reçoit le titre de capitaine de cavalerie.

### Guerre russo-japonaise
Après le début de la guerre russo-japonaise, Feyzulla Mirza Kadjar, capitaine de cavalerie du 43e régiment de dragons de Tver fut transféré au 2e régiment de cavalerie de Daghestan, nouvellement formée par le colonel Hussein Khan Nakhchivansky à la fin de mars 1904.
Il fut également impliqué dans les opérations de combat au sein du régiment, et dans l'attaque sur le bataillon japonais près du village de Landunqou eu lieu le 14 janvier 1905 par la ligne de chevalier du 2e régiment de Daghestan. Feyzulla Mirza Kadjar, attaquant la batterie japonaise avec les cent premiers combattants a été grièvement blessé au pied droit.
De la lettre de Huseyn Khan Nakhchivanski, général de brigade au prince V.N.Orlov, le chef du campus militaire de l'empereur russe en date du 8 avril 1912:
« Je suis fier de lui (le prince Kadjar) en termes de qualités de combat: il a participé à plusieurs reprises aux différentes opérations militaires, montrant beaucoup de courage et de bravoure. Particulièrement il s’est distingué dans les batailles près de Sandepou, le 15 janvier 1905, il prit part dans les attaques de cavalerie du régiment de Daghestan  près du village de Landunqou alors qu’il dirigeait temporairement 100 soldats  le 15 janvier 1905 et fut grièvement blessé au pied . »
Le 3 novembre 1904, il reçut l'Ordre de la Sainte-Anne de quatrième classe avec mention « pour bravoure ».
Il a été décerné avec l'Ordre de Saint-Stanislas de 3e classe avec épées et ruban pour la guerre avec le Japon, le 9 janvier 1905. Pour les prouesses guerrières au territoire de Bensihu du 11 juillet au 10 août 1905, il reçoit l'Ordre de Sainte-Anne du 3e classe avec épées et ruban. En janvier 1905, il a reçu le grade de capitaine de cosaques pour la bravoure qu'il a montré dans les batailles contre les Japonais.
Après la fin de la guerre, il fut retourné  le 21 mars 1906 au 43e Régiment de dragun de Tver au grade de Cornette. Le 16 novembre, il fut nommé le commandant du 4e escadron. Le 28 janvier 1907, il est autorisé à porter l'Ordre du Lion et du Soleil du 3e degré. À partir du 29 janvier, il devient membre du régiment.
Le 26 août 1912, il a reçu le grade de lieutenant-colonel pour son service distingué.
Par l’ordre du tsar du 18 avril 1913, le colonel-lieutenant Feyzulla Mirza Kadjar fut attaché au 10e régiment du  roi de Novgorod. Il y travaille en tant que petit officier du quartier général.

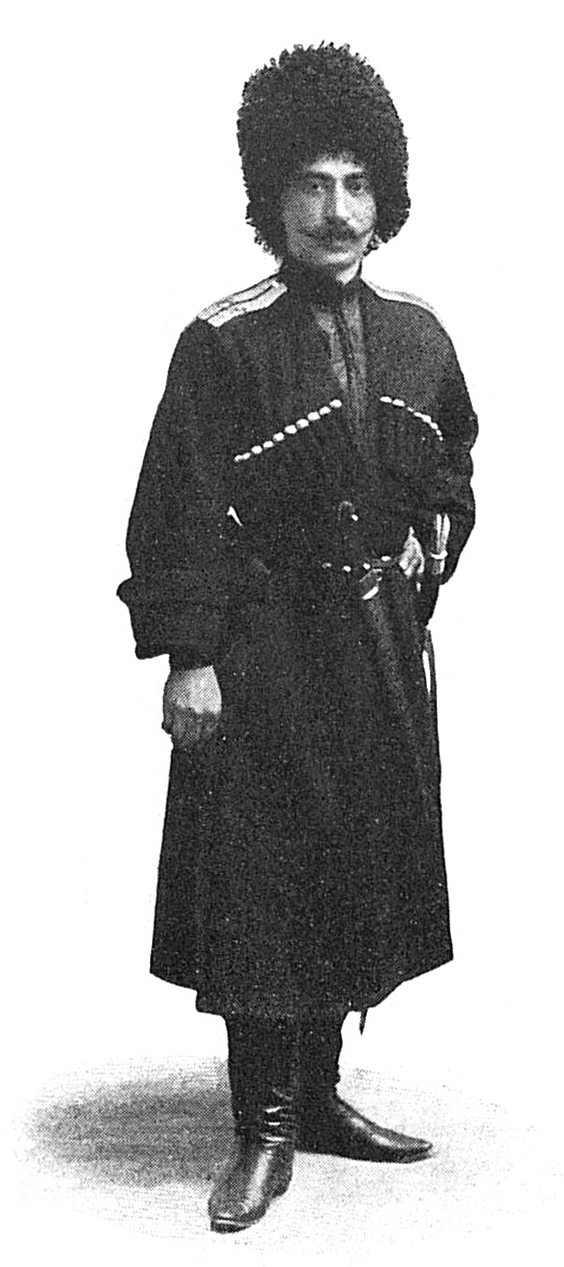
Feyzulla Mirza Gajar, 1905.

### Première guerre mondiale
Le 27 novembre 1914, le Prince Mirza Feyzulla Kadjar est envoyé au 2e Corps de Cavalerie, dirigé par le Lieutenant-général Hussein Khan Nakhchivansi à Lviv pour être attaché au Régiment de Cavalerie locale du Caucase.
Le grade de colonel lui est décerné le 5 janvier 1915 pour s'être distingué dans la bataille du 31 août 1914. Le 31 janvier, il reçoit l’Ordre de Saint-Stanislav de 2e classe avec épées conformément à l'ordre de N.I.Ivanov, général d'artillerie et commandant en chef du front Sud-Ouest.
Par ordre suprême, le Prince Mirza Feyzulla Kadjar, attaché au régiment de Tatars du régiment local de cavalerie du Caucase, est nommé commandant du régiment tchétchène.
Le 17 mars, il reçoit l'Ordre de Saint-Vladimir de 4e classe avec épées et ruban pour le courage au combat dans les environs du village de Rostoki. Le 9 septembre, lui est décernée l'épée de l'Ordre de Sainte-Anne pour la bataille qui avait eu lieu près du village de Kuskovci.
Le 17 octobre 1915, le Prince Mirza Feyzulla Gajar est décoré de l'Ordre de Saint-Georges de quatrième classe.
De la présentation de l’ordre :
« Le 15 février 1915, alors qu’il dirige avec un seul officier le régiment d'Uman Cossack de 400 membres, il oblige par sa seule initiative le régiment à participer à une attaque impitoyable sous le feu des fusils et mitrailleuses, oblige des cosaques à retourner au champ de bataille qu'ils avaient tenté de fuir par deux fois, et prend les mesures décisives grâce auxquelles il parvient à libérer le village de Birin. »
Le 9 décembre 1916, il est grièvement blessé au cours de la guerre en Roumanie près du village de Vali-Salchi et est évacué en Russie.
Le 17 février 1917, il retourne à l'armée et dirige le régiment tchétchène. Le 17 mai 1917, il reçoit le grade de général de brigade et, le 30 mai, est nommé commandant de la 2e brigade du régiment de cavalerie du Caucase.
Selon la décision du commandant en chef, général d'infanterie Lavr Kornilov en date du 21 août, la division de cavalerie locale du Caucase se transforme en un corps de cavalerie du Caucase composé de deux divisions de cavaliers. À cet effet, les cavaleries du Daghestan et d’Ossétie sont rattachées au corps. Le 30 septembre, Mirza Feyzulla Kadjar est nommé chef de la 1re division de cavalerie du Caucase.

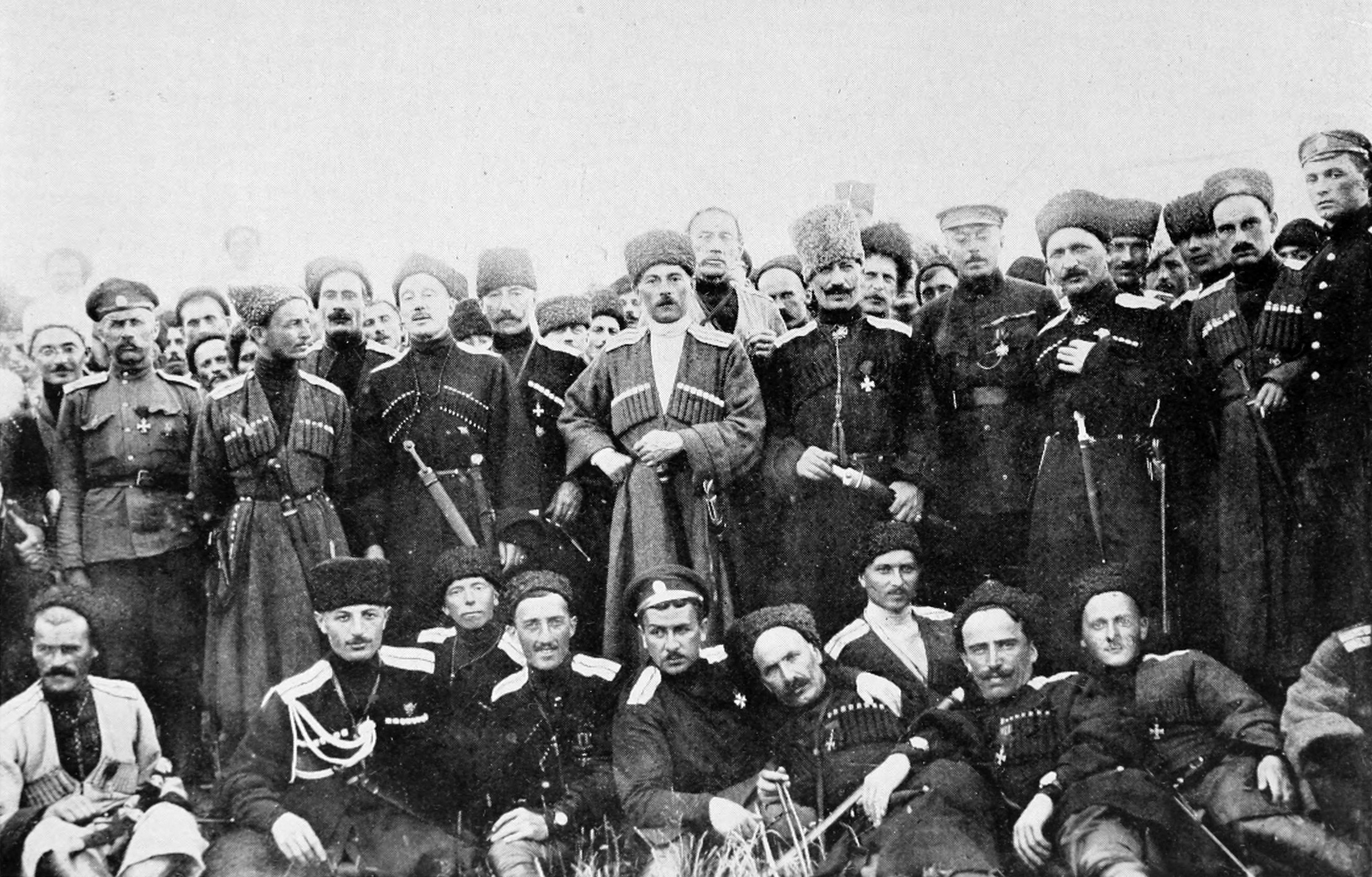
Feyzulla Mirza Gajar avec les officiers de la « Division Sauvage ».

.

## Service pour laRépublique démocratique d'Azerbaïdjan
Il sert au corps d'Azerbaïdjan pendant le printemps et l’été 1918. Après la liquidation du Corps d'Azerbaïdjan, ses unités sont rattachées, au sein de la 5e division caucasienne et de la 15e division de Çanakkale de l'Empire ottoman, à l’Armée islamique du Caucase sous la direction de Nouri Pacha.
Le général de brigade Mirza Feyzulla Kadjar y est nommé inspecteur de la cavalerie. Le 23 décembre 1918, il est nommé commandant de la division de cavalerie de la République démocratique d'Azerbaïdjan (ADR). Le 9 janvier 1919, il est nommé commandant de la garnison de Gandja par ordre du général d’artillerie Mehmandarov, Ministre de la Défense de ADR.
Selon les informations, après l'occupation de l’Azerbaïdjan par l'Union soviétique et l’étouffement d'une rébellion anti-soviétique à Gandja, Mirza Feyzulla Kadjar aurait été abattu par les bolcheviks.

## Famille
Feyzulla Mirza était marié à Khurchid Khanum Nakhchivansky.